# 10 Tauri
10 Tauri, som är stjärnans Flamsteed-beteckning, är en ensam stjärna i den södra delen av stjärnbilden Oxen. Den har en skenbar magnitud på ca 4,29 och är svagt synlig för blotta ögat där ljusföroreningar ej förekommer. Baserat på parallaxmätning inom Hipparcosuppdraget på ca 71,6 mas, beräknas den befinna sig på ett avstånd på ca 46 ljusår (ca 14 parsek) från solen. Den rör sig bort från solen med en heliocentrisk radialhastighet av ca 28 km/s och har en relativt stor egenrörelse.

## Egenskaper
10 Tauri är en orange till gul stjärna i huvudserien av spektralklass F8 V, Den har en massa som är ca 1,1  solmassor, en radie som är ca 1,6 solradier och utsänder ca 3 gånger mera energi än solen från dess fotosfär vid en effektiv temperatur på ca 6 000 K.
En stoftskiva som kretsar kring 10 Tauri har identifierats, baserat på överskott av infraröd strålning som registrerats av IRAS/ISO. 10 Tauri var den ljusaste stjärnan i den traditionella stjärnbilden Psalterium Georgii (Harpa Georgii).